# Limnophora brevihirta
Limnophora brevihirta este o specie de muște din genul Limnophora, familia Muscidae, descrisă de Malloch în anul 1934. Conform Catalogue of Life specia Limnophora brevihirta nu are subspecii cunoscute.